# Michael Patrick Olatunji Fagun
Michael Patrick Olatunji Fagun (ur. 17 kwietnia 1935 w Akure) – nigeryjski duchowny rzymskokatolicki, w latach 1972-2010 biskup Ekiti.

## Życiorys
Święcenia kapłańskie przyjął 4 lipca 1965. 28 czerwca 1971 został prekonizowany biskupem pomocniczym Ondo ze stolicą tytularną Casae Nigrae. Sakrę biskupią otrzymał 10 października 1971. 30 lipca 1972 objął urząd biskupa diecezjalnego. 26 marca 1994 został mianowany arcybiskupem. 17 kwietnia 2010 przeszedł na emeryturę.